# Aclastus solutus
Aclastus solutus är en stekelart som först beskrevs av Thomson 1884.  Aclastus solutus ingår i släktet Aclastus och familjen brokparasitsteklar. Arten är reproducerande i Sverige. Inga underarter finns listade i Catalogue of Life.